# 오베 회그굴드베르

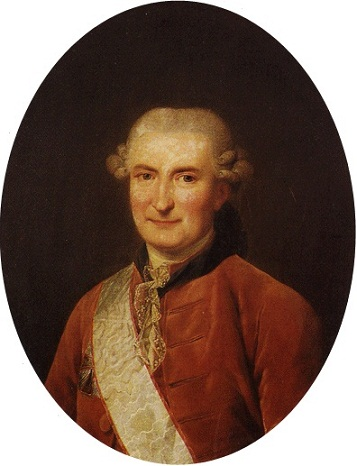
오베 회그굴드베르

오베 회그굴드베르(덴마크어: Ove Høegh-Guldberg, 1731년 9월 1일 호르센스 ~ 1808년 2월 7일 비보르)는 덴마크의 정치인이다.
윌란반도 출신의 가난한 상인의 아들로 태어났으며 여러 후원자들의 지원을 받으면서 신학자, 역사가로 활동했다. 1761년에는 교수로 채용되었고 1771년에는 덴마크 내각 비서로 채용되었다. 1772년부터 1784년까지 덴마크의 총리를 역임했다.